# Султан-Мурад Беноевский
Султан-Мурад Беноевский — чеченский военачальник, начальник Беноевских муртазеков (гвардия Имамата), мазун аула Беной, представитель тайпа Беной, один из руководителей восстаний и абреческих движений в Чечне 1860—1861, 1863—1865, 1877—1878 годов. С 8 мая 1860 года руководил совместно с Байсангуром Беноевским восстанием в Ичкерии. После подавления восстания скрывался в лесах.
В восстании 1877—1878 годах Султан-Мурад был начальником наибов. 13 августа 1877 года на сторону восставших перешли все аулы вокруг Ведено, также восставшие, под руководством Султан-Мурада Беноевского, Сулеймана Центароевского, Тангая, взяли под контроль все высоты, прилегающие к Ведено. В ноябре 1877 был пленён во время взятия аула Согратль. Вместе с другим организатором восстания с Сулейманом Центороевским скрылся в лесах Беноя, по другой версии перебрался в Османскую империю.
Скончался в 1878 году, похоронен в Беное.